# Pau Riba
Pau Riba i Romeva (Palma de Mallorca, 7 de agosto de 1948 - Tiana, Barcelona, 6 de marzo de 2022) fue un artista y escritor español en lengua catalana, reconocido principalmente por su trayectoria musical.
Nació en una familia burguesa catalana —era nieto del diputado y fundador de Unió Democràtica de Catalunya, Pau Romeva, del poeta y humanista Carles Riba y de la poetisa Clementina Arderiu—, en un ambiente puritano, cristiano, culto y catalanista. Su obra, enmarcada en el movimiento de la contracultura, tiene un marcado carácter iconoclasta y transgresor. Tuvo cinco hijos.

## Trayectoria artística

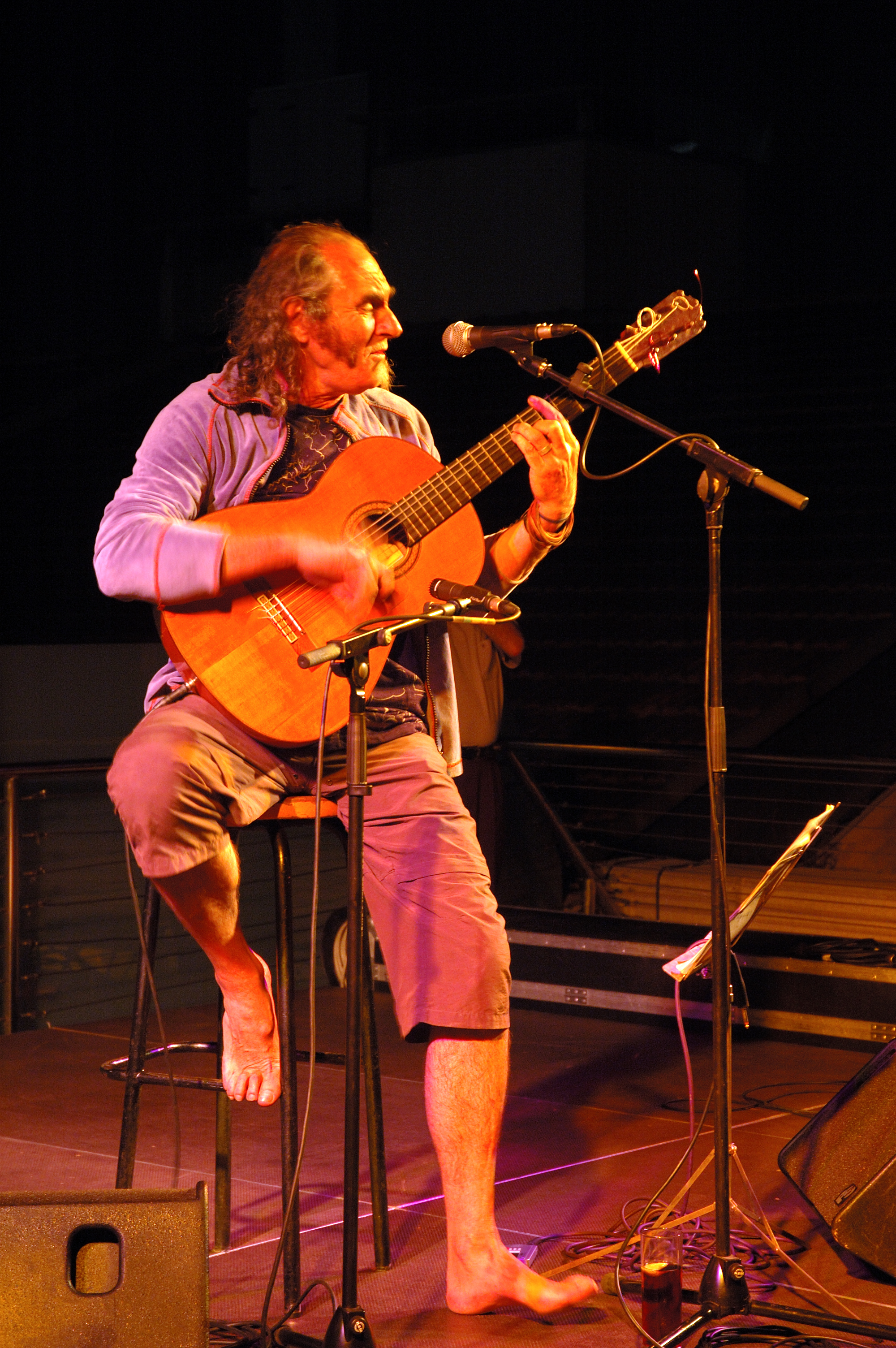
Pau Riba en el Museo de Historia de Cataluña en 2005.

En 1967 pide que se le admita en el grupo Els Setze Jutges, pero no le aceptan por falta de coincidencia estético-musical con los líderes del grupo, pues estaba más próximo a Bob Dylan que a Jacques Brel o Georges Brassens. Como respuesta funda con un grupo de amigos el Grup de Folk, con un número de miembros variable, defensores de una canción más popular y combativa. En este mismo año edita su primer sencillo: Taxista.
El concierto que dio el Grup de Folk en el Parque de la Ciudadela en mayo de 1968 se convirtió en la referencia de un movimiento emergente que trataba de cambiar las costumbres sexuales y culturales de la sociedad catalana y, posteriormente, de la española en conjunto. Noia de porcelana, de ese mismo año, marcó el inicio del camino de la obra de referencia: Diòptria, doble álbum en dos entregas de los años 1969 y 1970, con resonancias de la revolución hippie. El disco es una crítica feroz al espíritu pequeño burgués y a la familia cristiano progresista que veían como célula básica de la sociedad. Los lectores de la revista Enderrock lo eligieron como mejor disco de la discografía catalana en el número 100 de la misma.
En 1971 se mudó a Formentera, donde vivió en una comuna junto a su mujer, Mercé Pastor. Fue allí donde empezó a trabajar en su álbum Jo, la donya i el Gripau, grabado al aire libre. En esa época nacieron sus dos primeros hijos: Pauet y Caïm. En verano de 1975 participó en el primer Canet Rock, donde interpreta Licors y casi se desnudó en una actuación registrada en la película del mismo nombre dirigida por Francesc Bellmunt.
Durante la década de 1980 colaboró en los suplementos dominicales de los diarios La Vanguardia y El Periódico de Catalunya, y participó en varias películas. A mediados de esta década propuso la estética trans y lanza un manifiesto en favor de la transcançó (la transcanción) y en contra del "cierre cultural y la normalización lingüística". En 1986 publicó la novela Ena.
En 1992 participó como coguionista, director y presentador del programa Trif tong, de TV3. Participó en el diseño del Dia de Catalunya de la Exposición Universal de Sevilla. Ese mismo año presenta el espectáculo Ribaibal donde, con su hijo Pau, recupera sus primeras canciones y edita nuevas. Realizó una alfombra floral de más de 200 metros cuadrados en el Moll de la Fusta de Barcelona para recibir a la llama olímpica. La editorial La Magrana editó una biografía suya.
En 1995 su hijo Caïm se incorporó al espectáculo Ribaibal. En 1997 la editorial Proa edita Lletrarada, un libro que reúne las letras de todas sus canciones, algunas de ellas inéditas. En 1998 publica Al·lolàlia, conjunto de curiosidades lingüísticas.
En 2001 destrozó en Felanich —con el consentimiento del autor— un mural de Miquel Barceló para impedir que pasase a manos municipales. El libro-CD Jisàs de Netzerit o capítol zero de la guerra de les galàxies se presentó en el "Espai de Música i Dansa de Catalunya". Colaboró con Albert Pla en el disco Anem al Llit?.
En 2006 protagonizó la película autobiográfica Deixa'm en Pau, dirigida por Manel Mayol.
El 7 de diciembre de 2021 anunció que padecía cáncer de páncreas. Falleció el 6 de marzo de 2022 a los 73 años de edad en Tiana, localidad barcelonesa en la que residía.
En 2022 el Parlamento de Cataluña otorga a Pau Riba a título póstumo la Medalla de Honor.

## Discografía
LP
- 1970: Dioptria I (con Om) (LP, Concèntric)
- 1971: Dioptria II (LP. Concèntric)
- 1971: Jo, la donya i el gripau (LP. Edigsa)
- 1975: Electròccid àccid alquimístic xoc (LP, Movieplay-Série Gong)
- 1977: Licors (LP, Movieplay-Série Gong)
- 1981: Amarga Crisi (LP, Edigsa)
- 1986: Transnarcís (LP doble -3 caras-, con libro, libretos y perfumes. Edicions de l'Eixample)
- 1993: Disc Dur (LP, On the Rocks 2001/CD)
- 1994: De riba a riba La Col·lecció del Taller 7 (CD, Taller de Músics)
- 1997: Cosmossoma (con Pastora) (CD, Nuevos Medios 15 731 CD-Matriu/Martàs)
- 1998: Astarot Universdherba (edición del concierto experimental del Canet Roc 77 con Perucho’s) (CD)
- 1999: Joguines d’època i capses de mistos
- 2001: Nadadales
- 2001: Jisàs de Netzerit o capítol zero de la guerra de les galàxies (Libro-CD)
- 2008: Virus Laics
- 2013: Mosques de colors con Pascal Comelade.
- 2019:	Ataràxia con la Orchestra Fireluche.

EP
- 1967: Taxista (EP, Concèntric)
- 1968: Noia de porcellana (EP, Concèntric)

Singles
- 1970 Ars eròtica (Single promocional)
- 1970: Mareta Bufona (Single promocional)
- 1972: El rei de Xauxa (Single, Concèntric)
- 1972 L'home estàtic (Single, Concèntric)
- 1979: Rollo rock (Single, Edigsa)
- 1987: Nadal (Single, Ed. de l'Eixample)

Pau i Jordi
- 1967: El Nadal no té 20 anys, Maria del Mar Bonet, Maria Amèlia Pedrerol, Lluís Llach y Pau i Jordi (EP, Concèntric)
- 1968: Folk-2 (Pau y Jordi con otros miembros del Grup de Folk) (LP, Als 4 Vents)
- 1968: En Pere Gallerí (Pau y Jordi) (EP, Concèntric)

Miniatures
- 1969 Miniatures (con Jaume Sisa, Cachas y Albert Batiste) (EP, Concèntric)

## Libros
| Data | Títol                                | Editorial              | Comentaris                                                            |
| ---- | ------------------------------------ | ---------------------- | --------------------------------------------------------------------- |
| 1968 | Cançons i poemes                     | Les Hores Extres       | prólogo de Raimon                                                     |
| 1976 | Graficolorància                      | Pastanaga Editors      | prólogo de Oriol Tramvia                                              |
| 1981 | Euro Rock                            | Rowoht                 |                                                                       |
| 1985 | Trànsit (prosopopeia de la infància) | Taller d'Aixa          | Poemas con ilustraciones y grabados de Mercè Riba                     |
| 1987 | Ena                                  | Quaderns Crema         | Novela                                                                |
| 1988 | La gran corrida                      | Quaderns Crema         | Entrevistas                                                           |
| 1997 | Lletrarada                           | Proa                   | Canciones, con prólogo de Julià Guillamon y epílogo de Enric Casasses |
| 1998 | Actors gramàtics                     | Matriu/Matràs          | Poesía (con Jaume Sisa)                                               |
| 1999 | Al·lolàlia                           | Proa                   | Artículos con prólogo de Màrius Serra                                 |
| 2001 | Jisàs de Netzerit                    | Columna                | Libro-disco con ilustraciones de Max y Pere Joan                      |
| 2006 | Nosaltres els terroristes            | Matriu/Matràs          | Ensayo político                                                       |
| 2006 | Màximes maximalistes                 | Arola                  | Poesía, con imágenes de Francesc Vidal                                |
| 2014 | Sa meu mare                          | Ara Llibres            | Narrativa                                                             |
| 2016 | La revolució que ara toca            | Pòrtic                 | Filosofía política                                                    |
| 2021 | Història de l'univers                | Editorial Males Herbes | Prosa poética con una sólida base científica.                         |